# دده کاتیب

حاج عبدالرحمان طیار- قولونجولو دده کاتیب

عبدالرحمان طیار قولنجی متخلص به  دده کاتیب
(زاده ۱۳۰۴ قولنجی ارومیه – درگذشته ٢ اسفند ۱۳۸۷ قولنجی) شاعر آذربایجانی است و با عنوان قولونجولو دده کاتیب مشهور است.

## زندگی

### از تولد تا دوران جوانی
دده کاتیب شاعر بزرگ شناخته شده آذربایجان می‌باشد که به سال 1304 در قصبه فرهنگ دوست قولونجی در 45 کیلومتری اورمیه چشم به جهان گشود. تحصیلات ابتدایی خود را در قولونجی نزد علما و عارفان سپری کرد و سپس در سنین جوانی به ترکیه رفته و با بهره جستن از استادان بزرگ علم و عرفان؛ اصول دین اسلام و شعر و شاعری را فرا گرفت. در 25 سالگی- سال 1329- شعر گفتن را آغاز و طولی نکشید که شهرت او برای بسیاری از ترک‌های جهان شناخته و به عنوان منبع مهمی برای ادبیات و فرهنگ و تاریخ مردم ترک ومسائل دین و شریعت، مورد احترام مردم،عالمان، بزرگان و ادبا قرار گرفت.

#### زندگی ادبی
ابتدا تخلص "کاتیب" را برگزیده بود اما لقب "دده" نیز در جلسه‌های شعر و ادب در شهر قونیه ترکیه، توسط بزرگان و ادیبان آن دیار داده شد و تخلص کاتیب به دده کاتیب تغییر یافت. تخصص اصلی شان در شعر آشیقی (عاشق) بود . اشعار دده کاتب سراسر عرفان و پند و نصیحت است و مضامین دینی و فرهنگی به شکل ظریف و زیبایی در آثار وی تجلی یافته که نشان از روح والای این هنرمند و عارف عرصه‌ی ادبیات دارد. اصطلاح دده کاتب در فرهنگ آذربایجان معادل واژه پیرطریقت در زبان فارسی است که این لقب به افرادی که به لحاظ معنوی به مقامات والایی رسیده باشند اطلاق می‌گردد.جایگاه بخصوص شعر‌های ایشان در بین آشیق‌های غرب آذربایجان باعث شد که بعنوان پدر آشیق‌های آذربایجان معرفی گردد.اشعار هجایی او را، بیشتر قوشماها و گرایلی‌ها تشکیل می‌دهند. وی در سرودن شعر از بالوولو میسکین، دوللو موصطافا و غازی محمد بوزقورت از شاعرهای کوره سوننی قدیمی تر اهل ارومیه تأثیر زیادی می‌گرفت. دده کاتیب در میان عاشیق‌ها و اوزان‌های آذربایجان غربی و شهرهای شرقی ترکیه (به خصوص در بین ترکهای کوره سوننی دو طرف مرز) بسیار مشهور است.  دده کاتیب همچنین به عنوان عالم مذهبی سنی حنفی مذهب‌های آذربایجان غربی نیز شناخته می‌شد. 

## آثار
کتابهای چاپ شده از شاعر عبارتنداز: 
1. «اینجیلی صدف» (صدف مرواریددار)
2. «اورمو گؤلو» (دریاچه ارومیه[۱۲])
3. «گونوموز آیدین»[۱۳][۱۳]

هر سه این کتاب ها توسط انتشارات «یاز» ارومیه چاپ شده‌اند. ضمن آنکه کتابی نیز در ترکیه با نام «عشق و عرفان» به چاپ رسیده‌است. او به جز ترکی و فارسی به زبانهای عربی و کردی هم تسلط داشت. اکثر اشعار وی به ترکی آذربایجانی است ولی او به ترکی استانبولی نیز اشعار می‌سروده‌است..وی غالبا در سرودن اشعار از قرآن کریم و روایات پیامبر اکرم(ص) استفاده می‌کرده و بسیار به فرایض دینی مقید و متعهد بود تا آنجا که گفته می‌شود نام تک تک فرزندان خود را از قرآن کریم انتخاب نموده است.

## نمونه اشعار

### من بئله یم (من بدین گونه ام)
دوْستلار مندن نه ایستیرسیز ایسته یین /  سؤز گؤسته ریب آرا قاتماق یوْخۇمدۇر
ترجمه: ای دوستان عزیز هرچه از من می خواهید بخواهید٬ ولی من عادت به سخن چینی و جدایی انداختن بین دو نفر ندارم.

بیر کسه دوْست دئسم اؤلۇنجه دوْستام / دۆشن گۆنده دوْستی آتماق یوْخۇمدۇر
ترجمه: به هرکسی که بدو دوست گویم تا لحظه مرگ با وی دوستم. در روز درماندگی دوست را رها نخواهم کرد.

من تیکه نی چئینه مه میش اۇدمارام / خلقین اسرار پرده سنی ییرتمارام
ترجمه: من لقمه را نجویده نمی‌بلعم همانطور که پرده اسرار خلق را هرگز پاره نمی‌کنم.

اؤزۆمۆ هئچ کس دن اۇجا تۇتمارام/ شیشیب تکبرلۆک ساتماق یوْخۇمدۇر
ترجمه: خودم را از هیچ کس برتر نمی بینم. غرور و فخر فروشی در آداب من نیست.

دده کاتیب بئش تۆمنه شیشمرم / دیل خنجرین وۇرۇب خلقی دئشمرم
ترجمه: ای دده کاتب٬ من به خاطر 5 تومان مغرور نمی‌شوم. به مردم زخم زبان نزده و (قلب) آنها را پاره نمی کنم.

دین-ناموس دۆشمنیندن کئچمرم/ آلچاقلیق تیکه سین دادماق یوْخۇمدۇر
ترجمه: از دشمن دین و ناموس نمی‌گذرم. هرگز لقمه فرومایگی را نخواهم چشید.

## درگذشت
ایشان در دوم اسفند 1387- سن 84 سالگی – و مصادف با روز جهانی زبان مادری دار فانی را وداع گفته و در زادگاه خود قولنجی (قولونجو) به خاک سپرده شدند. آرامگاه او در روستای قولنجی قرار دارد. 